# Feichten an der Alz
Feichten an der Alz est une commune de Bavière (Allemagne) située dans l'arrondissement d'Altötting.